# 小行星6589
小行星6589（英語：6589 Jankovich）是一颗围绕太阳公转的小行星。1985年9月19日，尼古拉·切爾尼赫、柳德米拉·切爾尼赫在克里米亚发现了此天体。
这颗小行星的绝对星等为27.34762等。